# António Lopes dos Santos Valente
António Lopes dos Santos Valente  (* 4. Dezember 1839 in Sertã; † 12. April 1896 in Lissabon) war ein portugiesischer Autor, Lusitanist und Lexikograf.

## Leben und Werk
Valente studierte Rechtswissenschaft in Coimbra (Abschluss 1863) und wirkte im Staatsdienst in Vila de Rei und Lissabon. Er ist vor allem als Lexikograf bekannt. Francisco Júlio de Caldas Aulete hinterließ ein Wörterbuchmanuskript, das in der Bearbeitung von Valente drei Jahre nach seinem Tod 1881 im Druck erschien. Nachdem das Wörterbuch trotz seiner lexikografischen Qualität in 70 Jahren nur drei portugiesische Auflagen erreicht hatte, war es ab 1958 in Brasilien erheblich erfolgreicher und erlebte Bearbeitungen bis in die Gegenwart.

## Werke
- (mit Francisco Júlio de Caldas Aulete) Diccionario contemporaneo da língua Portuguesa, 2 Bde., Lissabon 1881, 1911, 1913 Seiten
  - 2. Aufl., Lissabon 1925 (bearbeitet von José Timóteo da Silva Bastos, 1852–1939)
  - 3. Aufl., 2 Bde., Lissabon 1948–1952, 1418+1508 Seiten (bearbeitet von Vasco Botelho de Amaral)
  - 4. Aufl., Rio de Janeiro 1958
  - 5. Aufl., 5 Bde., Rio de Janeiro 1964, 4438 Seiten (bearbeitet von Hamilcar de Garcia)
  - 6. Aufl., Rio de Janeiro 1974
  - 7. Aufl., Rio de Janeiro 1980
  - 8. Aufl., Rio de Janeiro 1987
- (Hrsg. und Übersetzer) Carmina, hrsg. von Antonio Augusto de Carvalho Monteiro, Olisipone (Lissabon) 1892.